# Rockabilly
Rockabilly – najwcześniejsza forma rock and rolla, powstała z połączenia bluesa, boogie, bluegrassu i country.
Za pierwsze nagrania tego gatunku uznaje się utwory powstałe w 1954 roku w czasie sesji Elvisa Presleya w wytwórni Sun Sama Phillipsa. Również wczesne nagrania  Jerry'ego Lee Lewisa, Johnny'ego Casha czy Roya Orbisona określane są jako rockabilly. W Polsce zespołami grającymi rockabilly są np. Partia i później Komety. Jednym z gatunków pochodnych jest psychobilly.